# Scholl-Reaktion
Die Scholl-Reaktion ist eine Namensreaktion aus dem Bereich der organischen Chemie und wurde erstmals 1910 von Roland Scholl (1865–1945) beobachtet. Dabei findet eine Kupplung von Aromaten statt.

## Übersichtsreaktion
Die Scholl-Reaktion wird in Gegenwart katalytischer Mengen einer Lewissäure durchgeführt.
Es entsteht eine direkte Bindung zwischen den beiden aromatischen Ringen (im Formelschema grün eingezeichnet). Während der Reaktion findet formal eine Eliminierung von Wasserstoff statt, die durch Zugabe von Natriumchlorid, oder Chlorwasserstoff begünstigt wird. Die Reaktion kann mit beliebigen Aromaten durchgeführt und fortgesetzt werden.

## Möglicher Mechanismus
Der folgende Mechanismus der Scholl-Reaktion wird anhand von Benzol und Aluminiumchlorid (AlCl3) erklärt.
Als Lewis-Base greift das Benzol (1) die Lewis-Säure Aluminiumchlorid an und es bildet sich das dearomatisierte, ionische Intermediat 2, welches von einem weiteren Benzol als Lewis-Base angegriffen wird. Das neu gebildete Intermediat durchläuft nun zwei Hydridverschiebungen bis zum Zwischenprodukt 4. Durch Abspalten des Aluminiumchlorids entsteht nun das stabile 1,2-Dihydro-1,1'-biphenyl (5). Durch Luftoxidation oder ein anderes Oxidationsmittel entsteht das rearomatisierte Endprodukt Biphenyl (6).

## Anwendung
Die Scholl-Reaktion findet Anwendung in der Produktion von polycyclischen Aromaten und Nanoröhren.